# 7A busz (Szekszárd)
A szekszárdi 7A jelzésű buszjárat Tesco áruház és az Autóbusz-állomás kapcsolatát látta el. Ez a járat a 7-es járat betétjárata volt, mely a Tesco áruházat kötötte össze az Autóbusz-állomással, a város nyugati része mentén. A vonal 2023 augusztusában költségcsökkentési okból megszűnt.

## Története
Régi elnevezése 10-es számú járat volt. Menetrendváltás óta (2008) az új elnevezéssel (7A) közlekedett 2023 augusztus 12-ig.
A vonal a 2022-es menetrend változtatás során változatlan útvonalon közlekedett egészen 2023. augusztus 12-ig, mikor a járat megszüntetésre került. A járat megszűnésével a Munkácsy utca és a Béla király tér Alisca utca felőli elérése már csak a munkanapokon a műszakváltásokhoz igazodó 7-es vonal járataival vált lehetségessé. A Fűtőmű megálló csúcsidőn kívüli kiszolgálását a 2023 augusztusától a 9-es járatok biztosítják.

## Útvonala
- Tesco áruház
- Csatári forduló
- Alisca utca
- Munkácsy utca
- Béla király tér
- Szent László utca
- Széchenyi utca
- Szent István tér
- Autóbusz-állomás

| TESCO Áruház - Alisca u. - Munkácsy u. - Béla király tér - Autóbusz-állomás: |
| ---------------------------------------------------------------------------- |

## Megállóhelyei
| sz. | megállóhely neve     | menetidő (perc) | menetidő (perc) | átszállási kapcsolatok                               | intézmények                          |
| --- | -------------------- | --------------- | --------------- | ---------------------------------------------------- | ------------------------------------ |
| 0   | Tesco áruház         | 0               | 18              | 4, 4A, 4Y, 7, 7B, 88, 89, 9, 9Y, 98                  | •Tesco\|Obi\| McDonalds\|Park Center |
| 1   | Csatári forduló      | 2               | 16              | 7, 7B, 9, 9Y, 98                                     |                                      |
| 2   | Alisca utca          | 4               | 14              | 7, 7B, 9, 9Y, 98                                     |                                      |
| 3   | Alisca utca trafóház | 5               | 13              | 7, 7B                                                |                                      |
| 4   | Fűtőmű               | 7               | 11              | 7, 7B                                                |                                      |
| 5   | Munkácsy utca        | 8               | 10              | 7, 7B                                                |                                      |
| 6   | Béla király tér      | 10              | 8               | 1, 6Y, 7, 7B                                         |                                      |
| 7   | Szent László utca    | 12              | 6               | 1, 2, 2Y, 4, 4A, 4Y, 7, 7B, 88, 89                   |                                      |
| 8   | Posta                | 13              | ∫               | 1, 2, 2Y, 4, 4A, 4Y, 7, 7B, 8, 8A, 88, 89, 9, 9Y, 98 |                                      |
| 8   | Liszt Ferenc tér     | ∫               | 3               | 1, 4, 4A, 4Y, 7                                      |                                      |
| 9   | Szent István tér     | 16              | 2               | 1, 4, 4A, 5, 5Y, 6, 6Y, 7, 7B                        |                                      |
| 10  | Autóbusz-állomás     | 18              | 0               | 1, 2, 2Y, 3, 3A, 4, 5, 5Y, 6, 6Y, 7, 7B              |                                      |